# Silk Spectre
Silk Spectre ("Espectral" na versão em português) é o codinome de duas personagens fictícias apresentadas na aclamada série Watchmen, publicada pela editora estadunidense DC Comics entre 1986 e 1987. 
Assim como alguns personagens da série, foi inspirada em heróis da Charlton Comics, neste caso a Nightshade, criada por Joe Gill e Steve Ditko (mas trazendo também elementos da Lady Fantasma e da Canário Negro).

## Sally Jupiter
No universo fictício apresentado na série, a primeira Espectral foi uma garçonete e dançarina chamada Sally Juspeczyk (que mudou seu sobrenome para "Jupiter" para esconder sua ascendência polonesa). Começou a combater o crime por volta de 1938, aos 18 anos de idade, sendo considerada na época uma sex symbol. 
Aposentou-se em 1947, casando-se com seu agente, Laurence Schexnayder. Em 1949, dá a luz a sua filha Laurel Jane. Separa-se de Laurence em 1956, enquanto começa a treinar Laurie para seguir seus passos.

## Laurie Juspeczyk
Influenciada por sua mãe a engajar-se como combatente do crime, Laurie nunca teve interesse em ser sucessora do manto de Espectral. Passou a trabalhar em conjunto com o Dr. Manhattan (com quem tem um romance), participando inclusive da supressão de tumultos durante a greve da polícia em 1977. 
Insatisfeita com seu papel de vigilante e descontente com o governo estar tirando vantagem de seu relacionamento com o super-humano Dr. Manhattan, Laurie aceitou a aposentadoria após a aprovação da Lei Keene em 1977.

## Adaptação cinematográfica

Carla Gugino interpretou Sally Jupiter da adaptação cinematográfica da série.

Na adaptação cinematográfica da série, lançada em 2009, a primeira encarnação da personagem, Sally Jupiter, foi interpretada por Carla Gugino. O quadrinista James Jean chegou a criar uma versão pin-up da personagem com os traços da atriz, inspirado pelo trailer do filme. Laurie Juspeczyk, filha de Sally, foi interpretada por Malin Åkerman.